# Yatonmilk
Yatonmilk (en phénicien : YTNMLK) était un prince phénicien, fils de Bodashtart. Il n'y a pas d'évidence qu'il fut un roi de Sidon.
À un moment non précisé du règne de Bod’ashtart, ce dernier associa au trône son fils Yatonmilk, avec qui il dédia à Eshmun la restauration du podium/sanctuaire de Bostan esh-Sheikh, dont il s’était déjà attribué la construction.